# Société nigérienne des télécommunications
La Société nigérienne des télécommunications (Sonitel) est une société nigérienne qui opère dans le domaine de la téléphonie.

## Historique
La Sonitel a été créée en mars 1997 par la fusion de la branche Télécommunications de l’ex Office des Postes et Télécommunications (OPT) et de la Société des Télécommunications Internationales du Niger (STIN).
La société a été privatisée en décembre 2001, passant sous le contrôle du consortium sino-libyen DATAPORT.
L’Autorité de régulation multisectorielle (ARM)
 a été créée en octobre 1999 pour assurer la régulation de l'activité des entreprises dans le domaine des télécommunications, ainsi que de l'énergie, de l'eau et des transports. Le monopole des télécommunications a été entièrement libéralisé en 2004.
Face à la montée en puissance des opérateurs alternatifs, l’état nigérien a décidé en mars 2012 de renationaliser la SONITEL et sa filiale SahelCom, après avoir pris des sanctions l’encontre des repreneurs en février 2009, tout en les plaçant sur la liste des sociétés à privatiser.
Le 28 septembre 2016, le gouvernement nigérien a fusionné Sonitel avec SahelCom pour donner naissance à Niger Telecom.

## Activité
SONITEL, opérateur historique des télécommunications, gère le réseau de téléphonie fixe du Niger. Sa filiale SahelCom se consacre à la téléphonie mobile.
En 2010, SONITEL possède 84 021 abonnés (2,2 % du nombre total d’abonnés), et SahelCom 264 616 (6,8 % du nombre total d’abonnés)
.
En juillet 2012, SONITEL a signé une convention avec la société égyptienne Elsewedy Electric pour la réalisation d’un projet de fibre optique sur des tronçons partant de Birni N'Konni vers Maradi-Zinder, Tahoua, et la frontière du Nigeria, soit environ 700 km. Ceci complétera le réseau fibre optique existant entre Niamey, la frontière du Burkina Faso, et la frontière du Bénin
.

## Organisation
En janvier 2012, le capital de la SONITEL, 22,714 milliards de Francs CFA, était détenu par :
- la société libyenne DATA PORT pour 51 %,
- l’état nigérien pour 34,11 %,
- la société France Câbles et Radio pour 0,89 %,
- des privés nigériens et le personnel pour 14 %.

Le siège social de la SONITEL est installé à Niamey.